# Diorama

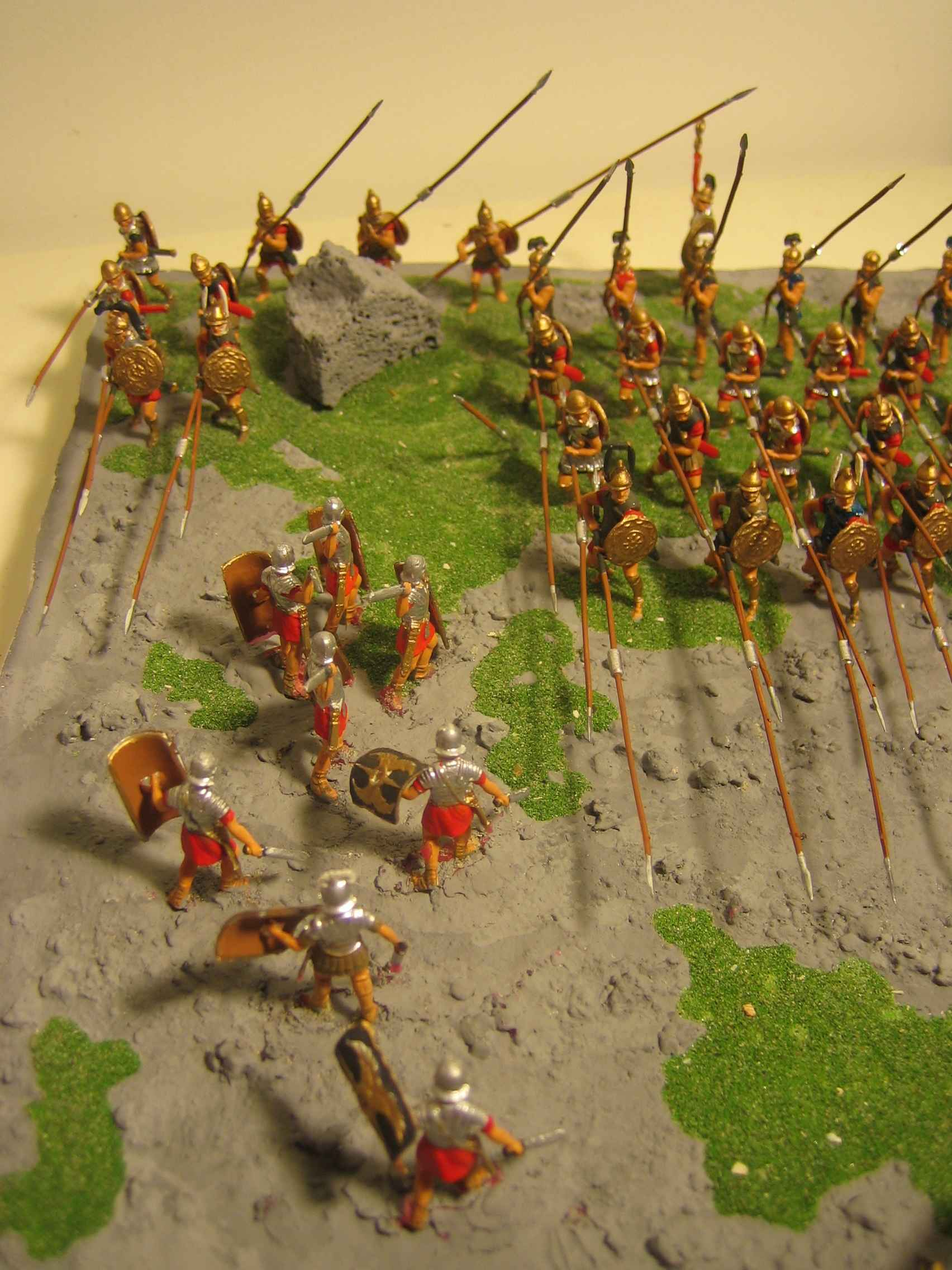
Um diorama da Batalha de Pidna.

Diorama é um modo de apresentação artística tridimensional, de maneira muito realista, de cenas da vida real para exposição com finalidades de instrução ou entretenimento.

## Etimologia
O termo "diorama" foi inventado por  Louis Daguerre em 1822, para um tipo de display rotativo. A palavra significa literalmente: "através daquilo, o que é visto" do grego di- "através" + orama "o que é visto, uma cena".

## Histórico

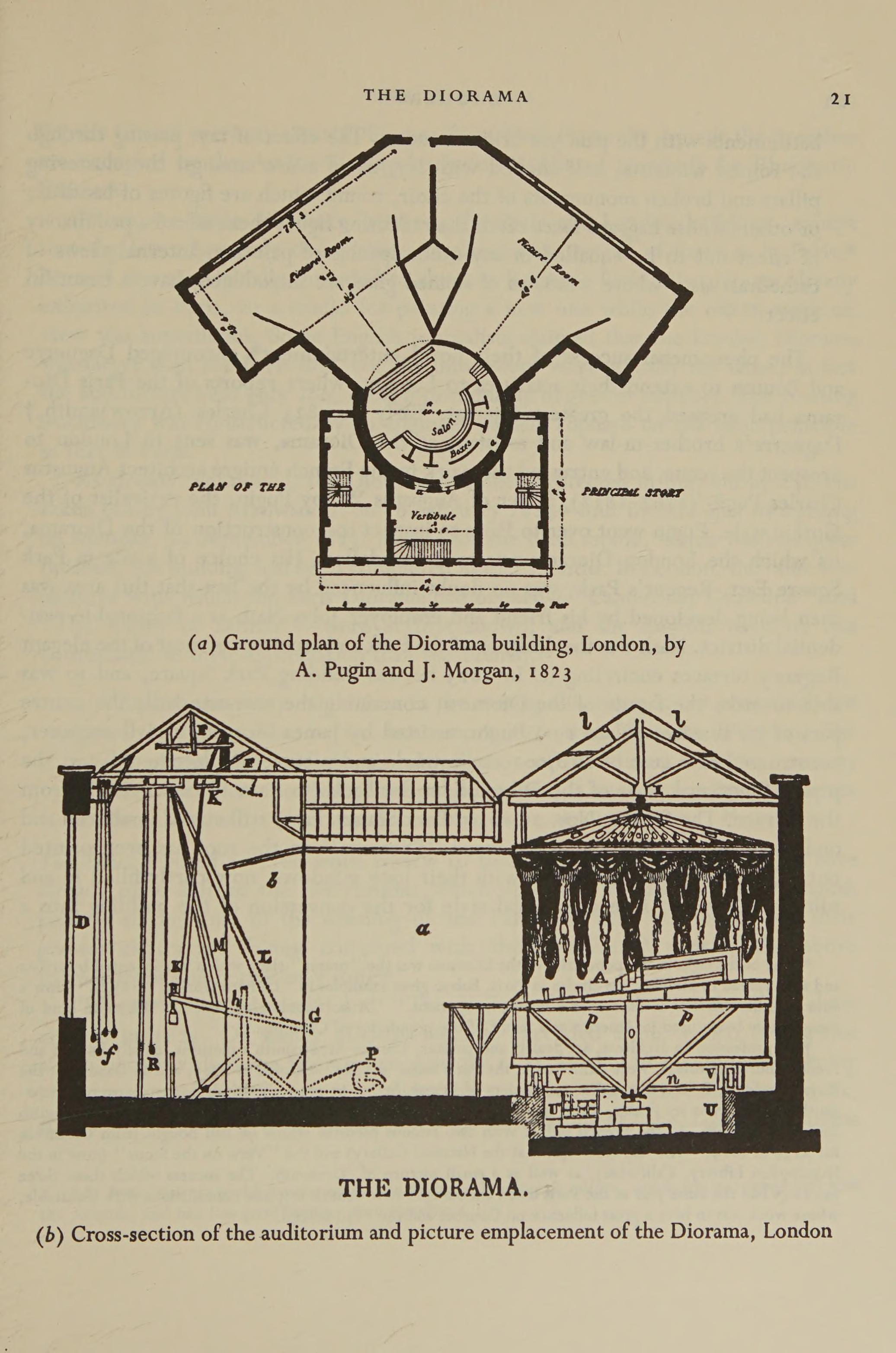
Planta baixa do diorama original de Londres de 1823.

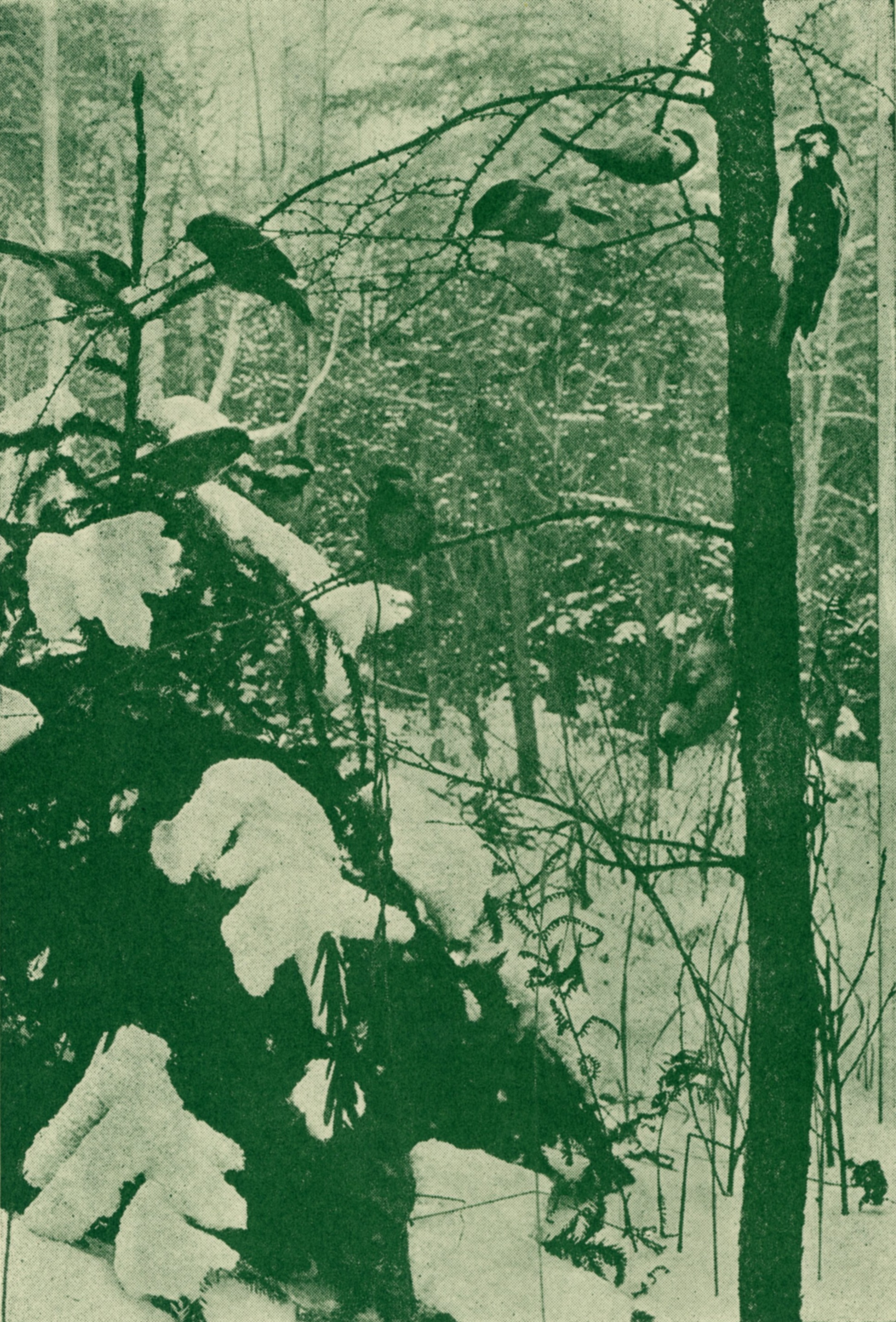
Um diorama do habitat natural de um grupo de pássaros no Bell Museum da Universidade de Minnesota em 1920.

O primeiro diorama foi criado por Daguerre e Charles Marie Bouton, sendo exposto em Londres em 29 de setembro de 1823. O significado "réplica de uma cena em pequena escala, etc." surgiu em 1902.
O diorama de Daguerre consistia de uma tela de gaze espessa pintada dos dois lados, que quando iluminada pela frente, a cena era apresentada num determinado estado, e quando a iluminação era feita por trás, um outro estado ou aspecto da cena podia ser visto. Cenas à luz do dia mudavam para cenas noturnas, um trem trafegando numa estrada de ferro colidia, ou os efeitos de um terremoto eram exibidos nas situações "antes e depois".
Frank M. Chapman, curador do Museu Americano de História Natural, no final do século XIX e inicio do século XX, tornou este estilo de exposição muito popular.
Os dioramas modernos podem ser vistos em exposições de artes e  na maioria dos museus naturais, principalmente nos de história.
O museu com a maior exposição de dioramas do mundo é o Museu Cívico de História Natural de Milão.

## Utilização
Num diorama, a cena de fundo, que pode ser uma paisagem, plantas, animais, eventos históricos, etc., é pintada sobre uma tela de fundo curvo, de tal maneira que simulem um contorno real. A tela colocada na obscuridade e iluminada de maneira adequada dá uma  ilusão de profundidade e de  movimento, dando a impressão de tridimensionalidade. O assunto principal, é pintado ou esculpido de tal forma que cria uma perspectiva falsa, modificando com cuidado a escala dos objetos para reforçar a ilusão de realismo. Todas estas técnicas são modos de apresentar uma vista realística de uma cena grande em um espaço reduzido.
Os dioramas são também utilizados por praticantes de modelismo de todo tipo, como parte do seu trabalho, por exemplo: recriando cenas de batalhas históricas em escala diminuta e o ferromodelismo, entre outros.

## Galeria
- Um diorama no Museu Cívico de História Natural de Milão.
- Um diorama de uma torre de refrigeração industrial.
- Um diorama "foto realístico" da Batalha de Midway.